# Estación de Dourdan
La estación de Dourdan es una estación ferroviaria francesa, situada en la comuna homónima, en el departamento de Essonne, al suroeste de la capital. Por ella transitan algunos trenes regionales y la línea C de la Red Exprés Regional más conocida como RER donde se configura como parte del ramal C4.   

## Historia
Fue inaugurada en 1865 como parte de la línea Brétigny-sur-Orge - Tours. Inicialmente, fue gestionada por la Compagnie du chemin de fer de Paris à Orléans hasta que en 1938 las seis grandes compañías privadas que operaban la red se fusionaron en la empresa estatal SNCF. 
El 26 de septiembre de 1979, se integró dentro de la línea C del RER.

## Descripción
La estación, que se encuentra a unos 50 kilómetros al suroeste de París, se compone de un clásico edificio de dos plantas con un pequeño anexo lateral.
Dispone de dos andenes, uno central y otro lateral y de tres vías, cuatro más se configuran como vías de servicio. Una pasarela permite sortear las vías y existe un paso subterráneo para acceder al andén central. 

## Servicios ferroviarios

### Trenes regionales
- Línea París - Tours vía Auneau, Voves, Châteaudun y Vendôme.

### Trenes de cercanías
- Línea C del RER.